# Нижньоудинськ
Нижньоу́динськ (рос. Нижнеудинск, бур. Доодо-Үдэ) — місто в Іркутській області, адміністративний центр Нижньоудинського району Росії. Утворює Нижньоудинське муніципальне утворення.

## Географія

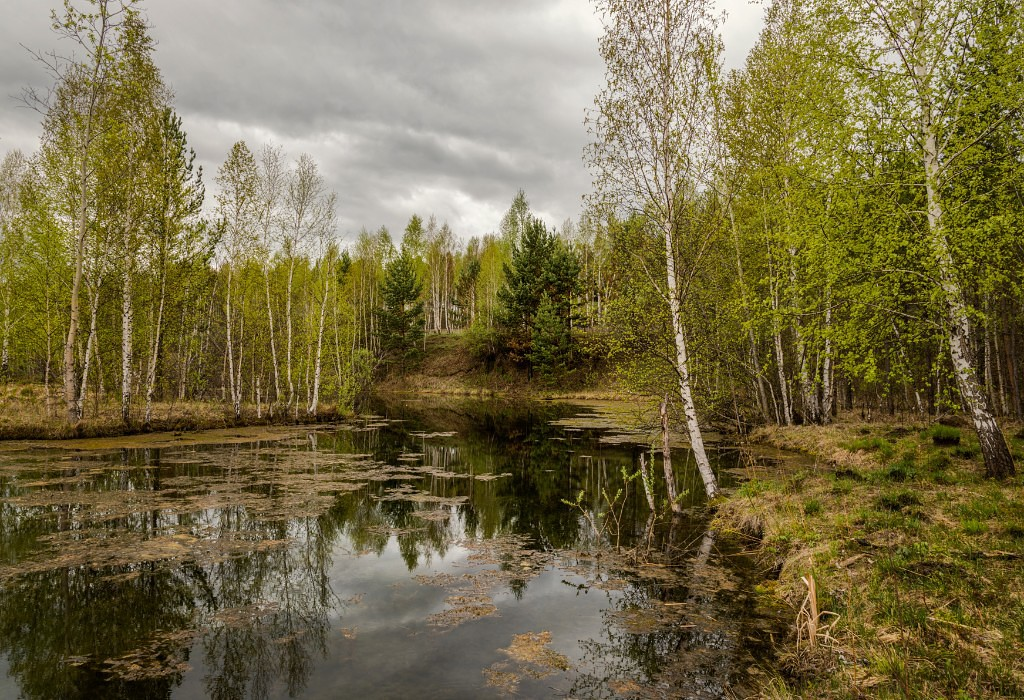

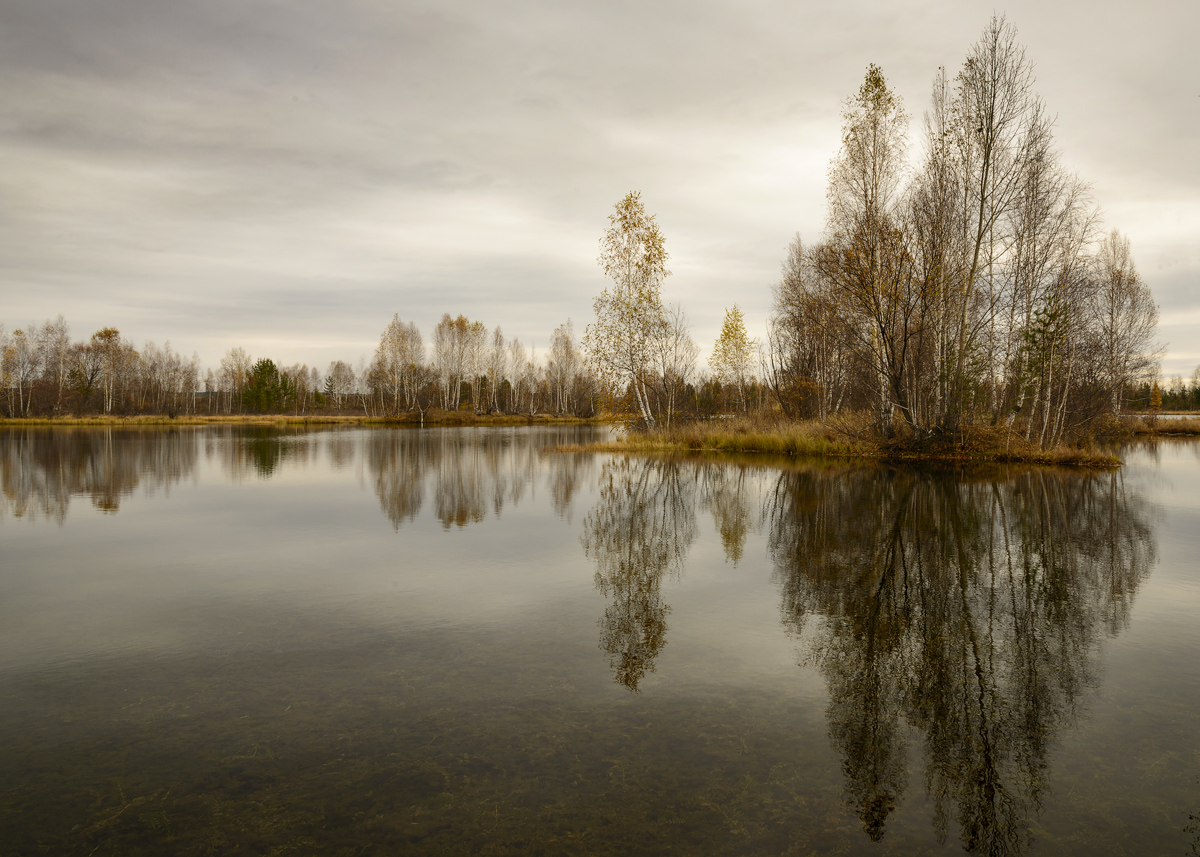
Природа. Нижньоудинськ

Розташоване на річці Уда — правій притоці річки Тасєєва (басейн Ангари), за 506 км на північний захід від Іркутська . Назва Нижньоудинськ для відмінності від утвореного в гирлі річки Уда в Забайкаллі міста Верхньоудинськ (нині Улан-Уде, Бурятія).
Площа міста — 7,5 тис. га. За 18 км від Нижньоудинська, нижче за течією р. Уда знаходиться Уковський водоспад (висота — 20 м). За 75 км вгору по Уді, на південь від міста, на висоті близько 460 м над рівнем річки розташовані Нижньоудинські печери.
У Нижньоудинському районі, за 209 км від райцентру знаходиться Тофаларія, область проживання тофаларів, однією з наймалочисельніших народностей Росії.

## Історія
Територія біля міста була місцем розселення Нижньоудинських бурятів. 1645 року росіяни розгромили основні сили бурят, і ці землі стали заселяти і освоювати. 14 жовтня 1648 року в день Покрови Пресвятої Богородиці на високому правому березі Уди росіяни заклали Покровське містечко. 1664 року Удинське поселенню було надано звання острогу і він стає не тільки укріпленням, а й центром торгівлі і землеробства.
Влітку 1666 року острог був розорений єнісейськими киргизами на чолі з Іренеком.
У 1700 році Удинський острог був перейменований в Нижньоудинськ, на відміну від Удинського острогу в Забайкаллі (майбутній Верхньоудинськ та Улан-Уде).
Відкриття в 1830-х роках Бірюсинських золотих копалень сприяло пожвавленню торгівлі та промислової діяльності, зростанню міського населення. У ці роки місто стає резиденцією саянських золотошукачів. У 1830 році був побудований шестилавочний гостинний двір з коморами для товарів, але торгівля велася головним чином в купецьких торгових лавках. На економічне життя міста впливало те, що через нього проходив Московський тракт. Крім того, від Нижньоудинська йшов зимовий шлях на Олену.
Черговий поштовх у розвитку міста відбувається в кінці XIX століття, коли повз нього пройшла Транссибірська залізнична магістраль. Різко зросла чисельність населення, і на початку ХХ століття вона склала 6 тис. осіб, а до 1917 року — майже 9 тис. З 1897 року в Нижньоудинську почалося будівництво залізничної станції та паровозного депо. Швидко зростає кількість залізничних робітників. Вже в 1900 році в депо і на дистанції працювало близько 1,3 тис. осіб. З проведенням залізниці став швидко заселятися і Нижньоудинський повіт, з'являються десятки нових сіл і лісоділянок.
З 1930-х років місто починає розвиватися і як промисловий центр. У 1932 році з'явилося підприємство, яке поклало початок сучасній слюдяній фабриці, в 1939 році — кондитерська фабрика, потім були побудовані ремонтно-механічні майстерні, цегельний завод, м'ясокомбінат, реконструювали пивоварний завод та меблеву фабрика.
1 лютого 1963 року Нижньоудинськ віднесений до категорії міст обласного підпорядкування.
Сучасний Нижньоудинськ займає площу понад 7 тис. га. У місті розташовано понад 70 підприємств та організацій. Населення міста за післявоєнний період подвоїлася і перевищила 40 тис. осіб.

## Населення
Населення — 33 616 осіб (2020 рік).

## Персоналії
- Пархоменко Олександр Сергійович (1946—2017) — радянський і український кіноактор.